# Anopheles pseudopictus
Anopheles pseudopictus este o specie de țânțari din genul Anopheles, descrisă de Giovanni Battista Grassi în anul 1889.
Este endemică în Italia. Conform Catalogue of Life specia Anopheles pseudopictus nu are subspecii cunoscute.